# Dick Dolman
Dirk (Dick) Dolman (Empe, 2 juli 1935 – Amsterdam, 23 januari 2019) was een Nederlands politicus. Namens de PvdA werd hij in 1970 lid van de Tweede Kamer. Van 17 juli 1979 tot 14 september 1989 was hij voorzitter van de Tweede Kamer. Van 1990 tot 2003 was hij lid van de Raad van State.

## Loopbaan
Tijdens zijn studententijd in Amsterdam was Dolman lid van het Amsterdams Studenten Corps, waar hij jaargenoten trof als Frits Bolkestein, Ed van Thijn en Erik Jurgens.
Dolman was voordat hij in het parlement kwam ambtenaar op de ministeries van Sociale Zaken en Volksgezondheid en Economische Zaken. In de Tweede Kamer hield hij zich aanvankelijk bezig met volksgezondheid. Vanaf 1973 was hij de financieel woordvoerder van zijn fractie.
In 1979 werd hij voorzitter van de Tweede Kamer, als opvolger van partijgenoot Anne Vondeling. Dolman stelde zich als Kamervoorzitter onafhankelijk op en had daardoor een groot gezag bij alle partijen. Zijn stijl werd beschouwd als streng maar rechtvaardig en hij werd daarnaast geprezen om zijn verfijnde humor. Hoewel de PvdA niet de grootste partij was bij de verkiezingen van 1981 en 1986, werd hij toch herkozen als voorzitter. In 1989 werd hij echter verslagen door CDA'er Wim Deetman met 75 stemmen tegen 68. Nog geen jaar later, op 1 juli 1990, verliet Dolman het parlement om lid van de Raad van State te worden, wat hij bleef tot 2003.

## Trivia
- Dolman stelde in 1981 schriftelijke vragen aan een kabinetslid, wat voor een Kamervoorzitter zeer ongebruikelijk was. Dolman wilde van minister Til Gardeniers van Cultuur weten of het "origineel waar" was dat de minister bij de VPRO opheldering had gevraagd over een tv-uitzending van het Simplisties Verbond, gemaakt door het televisieduo Van Kooten en De Bie en waarin ze hun alter ego's van de 'vrije jongens' Jacobse en Van Es vertolkten, evenals of het de bedoeling was om "alle vrije jongens de nek om te draaien". Dolman ondertekende met De Tegenpartij, dezelfde naam die Van Kooten en De Bie gebruikten voor de in hun tv-programma's opgevoerde eigen fictieve politieke partij. De minister antwoordde dat het "inderdaad en origineel waar" was dat om nadere uitleg was gevraagd, doch dat dit alleen verband hield met in de uitzending getoonde niet toegestane sluikreclame.[1]
- In de editie van mei 1983 verscheen in de Nederlandse Playboy een interview met Dolman.
- Dick Dolman deed in zijn vrije tijd aan schaken. Hij was lid van de Amsterdamse schaakvereniging Caïssa.

- Digitale Bibliotheek voor de Nederlandse Letteren: dolm006
- Gemeinsame Normdatei: 1031347046
- International Standard Name Identifier: 0000 0003 9216 3482
- Library of Congress Control Number: n85355220
- Nederlandse Thesaurus van Auteursnamen: 111051150
- Parlement.com: vg09lleb5rzx
- Virtual International Authority File: 286171773
- WorldCat: E39PBJpPGmMbpwhbMpJm3yBVmd